# 唐纳德·E·司托克斯
唐纳德·E·司托克斯（Donald E. Stokes，1927年4月1日—1997年1月26日）是美国政治学家和伍德罗威尔逊公共与国际事务学院院长。司托克斯是舆论研究的创始人。曾獲得普林斯頓大學學士學位和耶魯大學博士學位。